# Pseudoscypha abietis
Pseudoscypha abietis är en svampart som beskrevs av J. Reid & Piroz. 1966. Pseudoscypha abietis ingår i släktet Pseudoscypha och familjen Hysteriaceae.   Inga underarter finns listade i Catalogue of Life.